# A-dos-Melros
A-dos-Melros é uma localidade da freguesia de Alverca do Ribatejo, município de Vila Franca de Xira, distrito de Lisboa, Portugal.